# Tudor Sanon
Tudor Sanon (14 de enero de 1984) es un deportista haitiano que compitió en taekwondo.
Ganó una medalla de bronce en los Juegos Panamericanos de 2003, en la categoría de +80 kg. Participó en los Juegos Olímpicos de Atenas 2004, ocupando el undécimo lugar en la misma categoría.
Fue el abanderado de Haití en la ceremonia de apertura de los Juegos de Atenas 2004.

## Palmarés internacional
| Juegos Panamericanos | Juegos Panamericanos            | Juegos Panamericanos | Juegos Panamericanos |
| Año                  | Lugar                           | Medalla              | Categoría            |
| -------------------- | ------------------------------- | -------------------- | -------------------- |
| 2003                 | Santo Domingo (Rep. Dominicana) | Medalla de bronce    | +80 kg               |